# 教子胡同清真寺
教子胡同清真寺，位于北京市西城区牛街教子胡同中部，是一座伊斯兰教清真寺。

## 简介
该寺创建于明朝崇祯年间，在牛街地区的影响力仅次于牛街礼拜寺。教子胡同清真寺原名“敕赐永寿清真寺”，该名由清朝康熙帝敕赐。回民俗称“东寺”，以与其西面的牛街礼拜寺相对。王静斋、马松亭等大阿訇都曾在该寺任职讲学，兴办经堂。清真两等小学堂曾在该寺南讲堂设教室。停放亡人的右南亭内的横匾为“梦醒”，两侧对联为：“当初谁解生如寄，到此方知死是归。”1958年，该寺改成福利工厂，主要用来安排伊斯兰教教职人员及其家属以及回族群众就业。文化大革命期间，该清真寺被彻底拆除。改革开放后，将大殿后院的一部分退还，在小寺街开门，改成牛街回民殡葬服务所。